# Marija Peakić-Mikuljan
Marija Peakić Mikuljan (Drenovci, Županja, 7. svibnja 1943.), hrvatska je kulturna djelatnica, lektorica, urednica i književica. Po struci je diplomirana profesorica književnosti i filozofije. Piše pjesme, prozu (novele, pripovijetke, filmske scenarije, kratke priče), eseje i drame (televizijske drame, radijska drama) te djela za djecu.

## Životopis
Rodila se je 7. svibnja 1943. godine u selu Drenovcima, kod Županje, u katoličkoj obitelji. Djetinjstvo i ranu mladost živi u vrlo teškim prilikama kao dijete dugogodišnjeg političkog zatvorenika. Samo zahvaljujući velikoj majčinoj žrtvi uspijeva dobiti željeno obrazovanje. Osnovnu školu pohađala je u Livnu, a zatim u Derventi gdje na tamošnjoj gimnaziji i maturira.
Na Filozofskom fakultetu u Zagrebu diplomirala je književnost i filozofiju. Još za vrijeme studija započinje raditi kao lektor kod prof. Petra Guberine. Kasnije prelazi u izdavačko poduzeće "Mladost" u kojem, kao urednica nekoliko zapaženih biblioteka, radi punih 17 godina. Paralelno s uređivanjem knjiga u prostorijama poznate "Kuglijeve knjižare" vodi iznimno posjećenu i za ono vrijeme vrlo otvorenu književnu tribinu.
Početkom 1985. godine izabrana je za predsjednicu Društva hrvatskih književnika kao prva žena u povijesti toga društva. Na toj je dužnosti, u dramatičnim političkim okolnostima (u Beogradu se suprotstavila velikosrpskim snagama oko SANU-a i Udruženja književnika Srbije, a u Zagrebu komunističkom moćniku Stipi Šuvaru i njegovim satelitima u kulturnim institucijama) izdržala nepuna dva mandata da bi se krajem 1988. godine vratila izdavaštvu prešavši na dužnost direktorice Nakladnoga zavoda Matice hrvatske. U to vrijeme isključivo osobnom odlukom bez obzira na ozbiljne prijetnje vlasti, odlučuje se za objavljivanje knjige dr. Franje Tuđmana "Bespuća povijesne zbiljnosti". Pred sam početak Domovinskog rata odlazi u Ministarstvo iseljeništva RH na mjesto višeg savjetnika, a nakon toga u Središnjicu HDZ gdje je radila u informativnom odjelu, na odnosima stranke s javnosti.
1994. godine napisala je scenarij za dokumentarni film Sudbine – generalova priča.
Na HRT dolazi 1995. godine i na početku radi kao pomoćnica direktora za program. No, uskoro se sasvim vraća struci i prelazi na više godina slobodno mjesto urednika Umjetničkog programa, a nakon toga prihvaća ponuđeno mjesto odgovorne urednice Kulturno-umjetničkog programa. Posebno se angažira na formiranju religijskog programa i na razvijanju dokumentarnog i dramskog programa HTV.
1999. godine pobjeđuje na natječaju za glavnu urednicu HTV, no nakon samo dva tjedna daje ostavku ne pristajući na smanjene ovlasti i potpunu degradaciju funkcije glavnog urednika u okviru beskrupulozne političke borbe za vlast i utjecaj na HTV.
Udata je i majka dvoje već odrasle djece.
Marija Peakić-Mikuljan objavila je devet knjiga:
- Nemir cvjetanja (pjesme), Doboj, 1962.
- Tako nastaje sunce (pjesme), Mladost, Zagreb, 1969.
- Obiteljski album (zbirka novela), Alfa, Zagreb, 1977.
- Da nas danas (pjesme), biblioteka Razlog, Izdavačko poduzeće Liber, Zagreb, 1974.
- Tragom kao (pjesme), Tiskarsko-izdavački zavod "Zrinski", Čakovec, 1978.
- Tamo gdje me nema (izbor poezije na engl.), The Bridge, Društvo književnika Hrvatske, Zagreb, 1978.
- Java (pjesme), Biblioteka suvremenih pisaca, Čakavski sabor, Split, 1979.
- Ptice na prozoru (pjesme), Suvremeni pjesnici, August Cesarec, Zagreb, 1982.
- Nešto kao herbarij (TV-drame), Sfinga, Koprivnica, 2001.

O njezinim knjigama pisali su poznati hrvatski književni kritičari: Branko Bošnjak, Dalibor Cvitan, Igor Mandić, Tomislav Ladan, Luko Paljetak i mnogi drugi. Za svoja pjesnička, prozna, esejistička i dramska ostvarenja više puta je nagrađivana. Među najznačajnije nagrade koje je dobila su:
1. nagrada lista "Telegram" za poeziju i prozu

1. i 3. nagrada "Večernjeg lista" za kratku priču

1. nagrada za dokumentarnu radio dramu Ljuski zrak u konkurenciji 49 zemalja svijeta 1979. godine u Berlinu

1. nagrada sarajevske revije "Odjek" za najbolji esej godine pod naslovom Putovanje u prizor ostatka (tema: utjecaj televizije na ljudski život, društvo i kulturu).
 Visoka žuta žita 2010.
Njezine pjesme i pripovijetke, kao i radio-dramski tekstovi prevođeni su na više stranih jezika (na poljski ju je prevela Łucja Danielewska ), a brojna ostvarenja uvrštena su i u različite dosadašnje antologije. Na Hrvatskom radiju Marija Peakić-Mikuljan realizirala je nekoliko radio drama: Obiteljski album, Radi se o našim psima, To, Ljudski zrak. Na Hrvatskoj televiziji ostvarila je dvije TV drame za djecu – Nemojte me zvati Robi i Marsijanci na Olimpijadi. Za odrasle pak emitirane su njezine TV drame – Obiteljski album, Radi se o našim psima, Doktorova noć i kratki igrani film Ponedjeljak. U dugometražnom igranom filmu okušala se kao pisac dijaloga u filmu Hoću živjeti i kao scenaristica filma Crveni i crni. Posljednjih deset godina često je kao scenaristica potpisivala emisije s tematikom Domovinskog rata, ili one iz poznate serije Sudbine Dokumentarnog programa HTV.
Većinu njezinih scenarističkih radova u filmski ili televizijski izraz pretočio je njezin suprug Miroslav Mikuljan, poznati hrvatski filmski i televizijski redatelj.
Za svoj umjetnički, kulturni i politički angažman Marija Peakić-Mikuljan primila je za života prvoga hrvatskog predsjednika dr. Franje Tuđmana tri visoka odličja - Red Danice hrvatske s likom Marka Marulića, Red hrvatskog trolista i Spomenicu domovinske zahvalnosti.
2006. je godine bila članicom prosudbenog odbora za dodjelu nagrade Zvonimir Golob., a bila je i u prosudbenom sudu za nagrada Bili smo prvi kad je trebalo.
Sudionica je Pjesničkih susreta u Drenovcima.
Članica je Hrvatskog kulturnog vijeća, u kojemu je članica upravnog odbora.

## Vanjske poveznice
- UBIUDR Podravke[neaktivna poveznica] Da se ne zaboravi! Vukovarska (na narodnu) - Dragovoljcima domovinskog rata